# أيزو 19011
ISO 19011 هو معيار دولي يحدد المبادئ التوجيهية لتدقيق أنظمة الإدارة.
تم تطويره من قبل المنظمة الدولية للتوحيد القياسي.
تم نشره في الأصل عام 1990 باسم أيزو 10011-1 وفي عام 2002 حصل على ترقيم أيزو 19011 الحالي.
يقدم المعيار أربعة موارد للمنظمات «لتوفير الوقت والجهد والمال»:
- شرح واضح لمبادئ تدقيق أنظمة الإدارة.
- إرشادات حول إدارة برامج المراجعة.
- إرشادات بشأن إجراء عمليات المراجعة الداخلية أو الخارجية.
- تقديم المشورة بشأن كفاءة وتقييم المراجعين.

## التاريخ
| عام  | وصف                         |  |
| ---- | --------------------------- |  |
| 1990 | ISO 10011-1 (الإصدار الأول) |  |
| 2002 | ISO 19011 (الإصدار الثاني)  |  |
| 2011 | ISO 19011 (الإصدار الثالث)  |  |
| 2018 | ISO 19011 (الإصدار الرابع)  |  |